# Beat Furrer
Beat Furrer (* 6. Dezember 1954 in Schaffhausen) ist ein österreichischer Komponist und Dirigent schweizerischer Herkunft.

## Leben
Beat Furrer erhielt an der Musikschule Schaffhausen seine erste Ausbildung (Klavier). Im Jahr 1975 übersiedelte er nach Wien und studierte Komposition bei Roman Haubenstock-Ramati und Dirigieren bei Otmar Suitner. 1984 gewann er den Kompositionswettbewerb „Junge Generation in Europa“. Ein Jahr später gründete Furrer zusammen mit Viktor Liberda das Klangforum Wien, dessen künstlerischer Leiter er bis 1992 war und dem er immer noch als Gastdirigent verbunden ist. Seit 1991 ist er Professor für Komposition an der Kunstuniversität Graz. Mitte der 1990er gründete er gemeinsam mit dem Geiger Ernst Kovacic die internationale Ensemble- und Komponistenakademie impuls. 1996 war er Composer in residence bei den Luzerner Festwochen. Seit 2005 ist Furrer Mitglied der Berliner Akademie der Künste. Vom Wintersemester 2006/07 bis 2009 hatte er eine Gastprofessur für Komposition an der Hochschule für Musik und Darstellende Kunst Frankfurt am Main inne. Furrer ist Mitglied des von der Kulturstiftung des Bundes berufenen Kuratoriums für das Netzwerk Neue Musik.

## Auszeichnungen
- 1992: Förderpreis vom Ernst von Siemens Musikpreis
- 1993: Musikpreis der Stadt Duisburg[3]
- 2003: Preis der Stadt Wien für Musik
- 2006: Goldener Löwe der Biennale di Venezia für FAMA
- 2012: Erste-Bank-Kompositionspreis[4]
- 2014: Großer Österreichischer Staatspreis für Musik[5]
- 2018: Ernst von Siemens Musikpreis[6]
- 2024: Ehrenzeichen des Landes Steiermark für Wissenschaft, Forschung und Kunst I. Klasse[7]
- 2024: Goldene Ehrenzeichen der Stadt Graz, im Rahmen eines Konzertes zur Feier seines 70. Geburtstages.[8]

## Werke

### Bühnenwerke
- Das Grosse Feuer., Oper für Solisten, Chor und Orchester  Libretto Thomas Stangl nach dem Roman "Eisejuaz" von Sara Gallardo (2025) Auftragswerk der Oper Zürich
- Violetter Schnee, Oper für Solisten, Chor und Orchester nach einem Libretto von Händl Klaus, basierend auf einem Text Wladimir Georgijewitsch Sorokin, übersetzt vom Russischen ins Deutsche von Dorothea Trottenberg (2015)
- La Bianca Notte, Oper für Solisten, Chor und Orchester nach Texten von Dino Campana, Sibilla Aleramo (2015)
- Wüstenbuch, Musiktheater nach Texten von Händl Klaus, Ingeborg Bachmann, Antonio Machado (Lyriker), Lukrez und dem Gespräch eines Lebensmüden mit seiner Seele (auch: Papyrus Berlin 3024) (2010)
- Invocation, Oper nach Texten von Marguerite Duras (2002/2003)
- Begehren, Musiktheater nach Texten von Cesare Pavese, Günter Eich, Ovid und Vergil (2001)
- Narcissus, Oper in sechs Szenen nach den Metamorphosen (Ovid) (1992/1994)
- Die Blinden, Kammeroper in einem Akt nach Texten von Maurice Maeterlinck, Platon, Friedrich Hölderlin und Arthur Rimbaud (1989/90)

### Orchestermusik
- passaggio für Chor und Orchester (2014)[9]
- strane costellazioni für Orchester (2013)[9]
- Apon für Orchester und Stimme nach einem Text von Händl Klaus (2009)
- Konzert für Klavier und Orchester (2007)[9]
- PHAOS für Orchester (2006)[9]
- canti notturni für zwei Soprane und Orchester (2006)[9]
- andere stimmen für Violine und Orchester (2003)[9]
- Orpheus’ Bücher für Chor und Orchester nach Texten von Cesare Pavese, Ovid und Vergil (2001)[9]
- Nuun Konzert für 2 Klaviere und Orchester (1996)[9]
- Madrigal für Orchester (1992)[9]
- Face de la Chaleur für Flöte, Klarinette, Klavier und in vier Gruppen geteiltes Orchester (1991)[9]
- Studie – Übermalung für großes Orchester (1089–1990)[9]
- Risonanze für Orchester in 3 Gruppen (1989)
- Tiro mis tristes redes für Orchester (1986)
- Chiaroscuro – Widmung für Roman Haubenstock-Ramati für Orchester (1983/86)[9]

### Ensemblewerke
- Canti della tenebra für Mezzosopran und Ensemble nach einem Text von Dino Campana (2014)
- La bianca notte für Sopran, Bariton und Ensemble nach Texten von Dino Campana und Sibilla Aleramo (2013)
- linea dell’orizzonte für Ensemble (2012)
- Xenos III für zwei Percussion-Spieler und Streicher (2010–2013)
- Xenos II für Ensemble und Stimme nach einem Text von Händl Klaus (2009)
- lotófagos II für zwei Soprane und Ensemble nach Texten von Händl Klaus und Antonio Machado (2008)
- Xenos für Ensemble (2008)
- Konzert für Klavier und Ensemble (2007)
- antichesis für 14 Streicher (2006)
- recitativo für Stimme und Ensemble (2005)
- Invocation III für Sopran und Ensemble (2004)
- Ein Lied, das über das Ende des Liedes hinaus ein anderes Ende finden wollte für Ensemble (2001)
- still für Ensemble (1998)
- Narcissus-Suite (1996)
- Narcissus-Fragment für 26 Musiker und zwei Stimmen (1993)
- à un moment de terre perdue for ensemble (1990)
- Gaspra für Ensemble (1988)
- In der Stille des Hauses wohnt ein Ton für Kammerensemble (1989)
- Illuminations für Sopran und Kammerensemble (1985)
- Sinfonia per archi für Streichorchester (1985)
- Ensemble für 4 Klarinetten, 2 Klaviere, Vibraphon und Marimbaphon (1983)

### Vokalwerke
- Akusmata für Chor und Orchestra (2020/2024) für acht Stimmen und acht Instrumente. Acht kurze Stücke nach Fragmenten von Pythagoras.
- passaggio für Chor und Orchestra (2014)
- fragmentos de un libro futuro für Sopran und Gitarrenquartett (2007)
- lotófagos für Sopran und Kontrabass (2006)
- enigma-Zyklus (enigma I-VII) für gemischten Chor a cappella (2006–2015)
- FAMA Hörtheater in acht Szenen für großes Ensemble, acht Stimmen und Schauspielerin. Texte von Ovid und Arthur Schnitzler (2004/2005), UA: Donaueschinger Musiktage 2005
- recitativo für Stimme und Ensemble (konzertant aufführbare 3. Szene aus dem Hörtheater FAMA) (2004)
- Invocation III für Sopran und Ensemble (konzertant aufführbare Szene aus der Oper Invocation) (2004)
  - Fassung für Sopran und Flöte (2004)
- auf tönernen füssen für Stimme und Flöte (2001)
- voices – still für Chor und Ensemble (2000/01)
- aria für Sopran und sechs Instrumente (1999)
- Psalm »Gloria tibi Domine« für achtstimmigen Chor a cappella (1997)
- Stimme – allein für Bariton (1997). BA 7794
- Stimmen für gemischten Chor und vier Schlagzeuger (1996)
- Poemas für Mezzosopran, Gitarre, Klavier und Marimba (1984)

### Kammermusik
- 4. Streichquartett (2021)
- intorno al bianco für Klarinette und Streichquartett (2016)
- Canti della tenebra für Mezzosopran und Klavier nach einem Text von Dino Campana (2013)
- Ira – Arca für Bassflöte und Kontrabass (2012)
- Studie für Klavier (2011)
- fragmentos de un libro futuro für Sopran und Gitarrenquartett (2007)
- apoklisis für zwei Bassklarinetten (2004)
- 3. Streichquartett (2004)
- Drei Klavierstücke (2003/2004)
- Melodie – fallend für Klavier (2003)
- Sei Venuta di Marzo für Streichquartett und Vokalquartett (2003)
- Phasma für Klavier (2002)
- auf tönernen füssen Für Stimme und Flöte nach einem Text von Friederike Mayröcker (2000)
- solo für Violoncello solo (1999)
- Aria für Sopran und 6 Instrumente nach einem Text von Günter Eich (1999)
- spur für Klavier und Streichquartett (1998)
- a due für Viola und Klavier (1997)
- presto für Flöte und Klavier (1997)
- Time out two für Flöte, Harfe und Streicher (1996)
- Time out one für Flöte, Harfe und Streicher (1995)
- Quartett für vier Schlagzeuger (1995)
- Lied for Violine und Klavier (1993)
- ... cold and calm and moving für Flöte, Harfe, Violine, Viola und Violoncello (1992)
- Für Alfred Schlee für Streichquartett (1991)
- Aer für Klavier, Klarinette und Violoncello (1991)
- Stimmen für zwei Violoncelli (1989)
- Epilog, Version für Kontrabass-Klarinette, zwei Violoncelli, Schlagwerk und Stimme (1989)
- Epilog für drei Violoncelli (1988)
- 2. Streichquartett (1988)
- ... y una canción desesperada für drei Gitarren (1987)
- Voicelessness. The snow has no voice für Klavier (1986)
- Retour an Dich für Violine, Violoncello und Klavier (1986)
- Trio für Flöte, Oboe oder Saxophon und Klarinette (1985)
- Music for Mallets für drei Schlagzeugspieler (1985)
- Duo für zwei Violoncelli (1985)
- Poemas für Mezzosopran, Gitarre, Klavier und Marimba (1985)
- 1. Streichquartett (1984)
- Irgendwo. Fern für zwei Klaviere (1983)
- Frau Nachtigall für Violoncello solo (1982)